# 明治大学ラグビー部
明治大学体育会ラグビー部（めいじだいがくたいいくかいラグビーぶ、英: MEIJI UNIVERSITY Rugby Football Club）は、関東大学ラグビー対抗戦Aグループに所属する明治大学のラグビー（ラグビーユニオン）部である。愛称メイジ。略称明大（めいだい）。
全国タイトル22回（全国大学タイトル21回・日本選手権1回）および全国大学タイトル21回（東西対抗8回・大学選手権13回）を誇る。また7人制では、ジャパンセブンズ優勝1回・YC&AC JAPAN SEVENS優勝2回・東日本大学セブンズ優勝3回を誇る。

## 概要

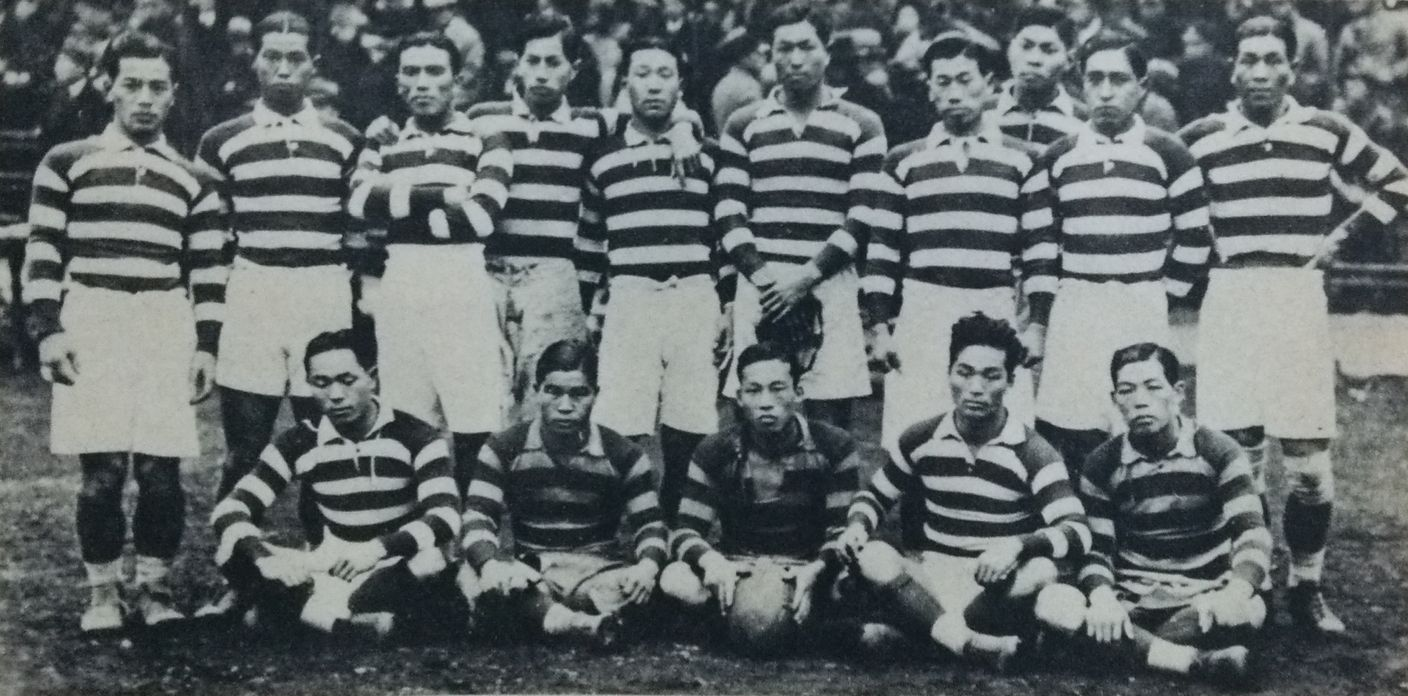
明治大学ラグビー部（1928年、前列右から2人目が北島忠治）

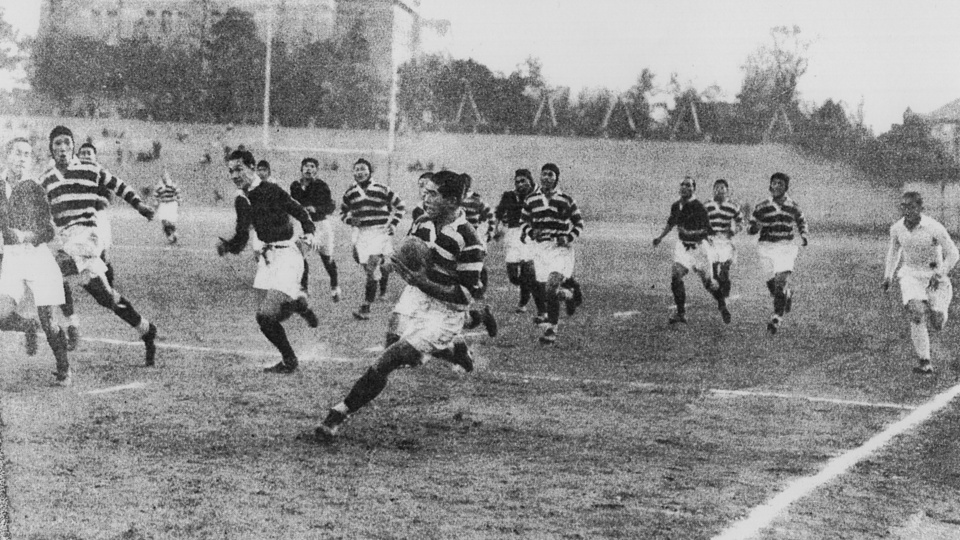
ラグビー明早戦（1938年12月4日）

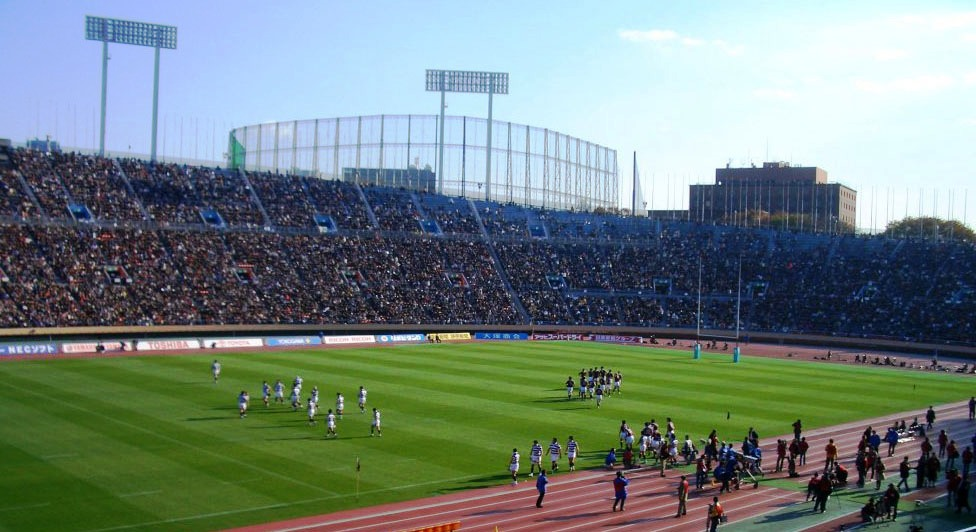
明早戦は1973年〜2013年まで国立競技場で開催されていた。

明治大学で14番目の運動部として1922年に創部された（翌1923年に正式承認）。
部のエンブレムはペガサス。「重戦車」と呼ばれる強力FWがチームの特徴であるが、黄金期にはBKにも好選手を擁していた。
北島忠治が1929年から67年間指揮を執り、彼が言い続けた「前へ」を合言葉に日本選手権1回、大学選手権13回優勝の名門に作り上げた。
長きに亘り、人気・実力共に大学ラグビーの中心的な存在であり、特に早稲田大学との対戦は「明早戦」（早明戦）と呼ばれ、日本ラグビー界を代表する伝統の一戦とされる。
1969年に選手の丸刈り制を廃止。1972年度から1982年度まで11年連続で大学選手権決勝進出、その内5回優勝している。
1982年12月5日、空前のラグビーブームのなか明早戦が行われた国立競技場は、有料入場券発売が66,999枚を記録し、1964年東京オリンピックの開会式と閉会式の販売枚数に次いで歴代3位となった。当時の国立競技場の定員は62,064人だったが、前売り4万枚に加え、当日券約2万枚を求めて会場外に多くの人が集まったため、当日来場しない1〜2割の人数を見込んで、追加発売したことによるものだった。これによる観客席の混乱はなかったという。また、当時は正確な入場者数が把握できず、「有料入場券発売枚数」を公式な人数として発表していた。
1990年代には対抗戦優勝8回、大学選手権優勝5回・準優勝3回と圧倒的な強さを誇った。
2006年3月、部員が騒音を出し続けたため慢性的な睡眠不足になったとして、合宿所近くの住民が明治大学を相手取って慰謝料を求めた。東京地裁は明治大学に計45万円の慰謝料の支払いを命じた。
2008年度はシーズン中盤から終盤にかけて4連敗を喫し対抗戦で6位となり、24年ぶりに大学選手権出場を逃した。
2010年度の対抗戦では全勝で明早戦を迎え、12年ぶりの優勝に王手をかけたが、早稲田大学に15-31で敗れ復活優勝はならなかった。同年度の大学選手権準決勝でも早稲田大学と再戦したが10-74で完敗した。この74失点は2007年度の対抗戦における71失点を上回り、早稲田大学戦での最多失点となった。
2012年度は大学選手権を含めて100回目となる明早戦を後半ロスタイムで逆転勝利し、筑波大学・帝京大学と同率ながら14年ぶりの対抗戦グループ優勝を飾った。
2013年度は3勝4敗と負け越したが、青山学院大学と同率の5位で大学選手権に出場した。なお国立競技場改修前に行われた最後の明早戦は、明治が先制するも早稲田に逆転され敗れた。
2014年度からは、対抗戦の明早戦は秩父宮ラグビー場で開催されている。
2015年度は明早戦に3年ぶりに勝利し、帝京大学と同率ながら3年ぶりの対抗戦グループ優勝を飾った。
2017年度は19年ぶりに大学選手権で決勝進出を果たしたが、帝京大学に1点差で敗れた。
2018年度は2年連続で大学選手権決勝に進出し、天理大学を破り22年振り13回目の優勝を果たした。
2019年度は3年連続で大学選手権決勝に進出したが、早稲田大学に敗れた。なおこの試合は国立競技場で初めて開催されたラグビーの試合だった。
2025年4月1日、日本ラグビーフットボール協会が大学チームの公式戦ジャージへのスポンサー企業ロゴ掲出を解禁した。GMOインターネットグループが明治大学ラグビー部とオフィシャルパートナー契約を9月1日に締結。これにより、公式戦ジャージーに「GMO」のロゴが掲出される。

## タイトル
※年は全て年度。
- 日本ラグビーフットボール選手権大会：1回
  - 1975年

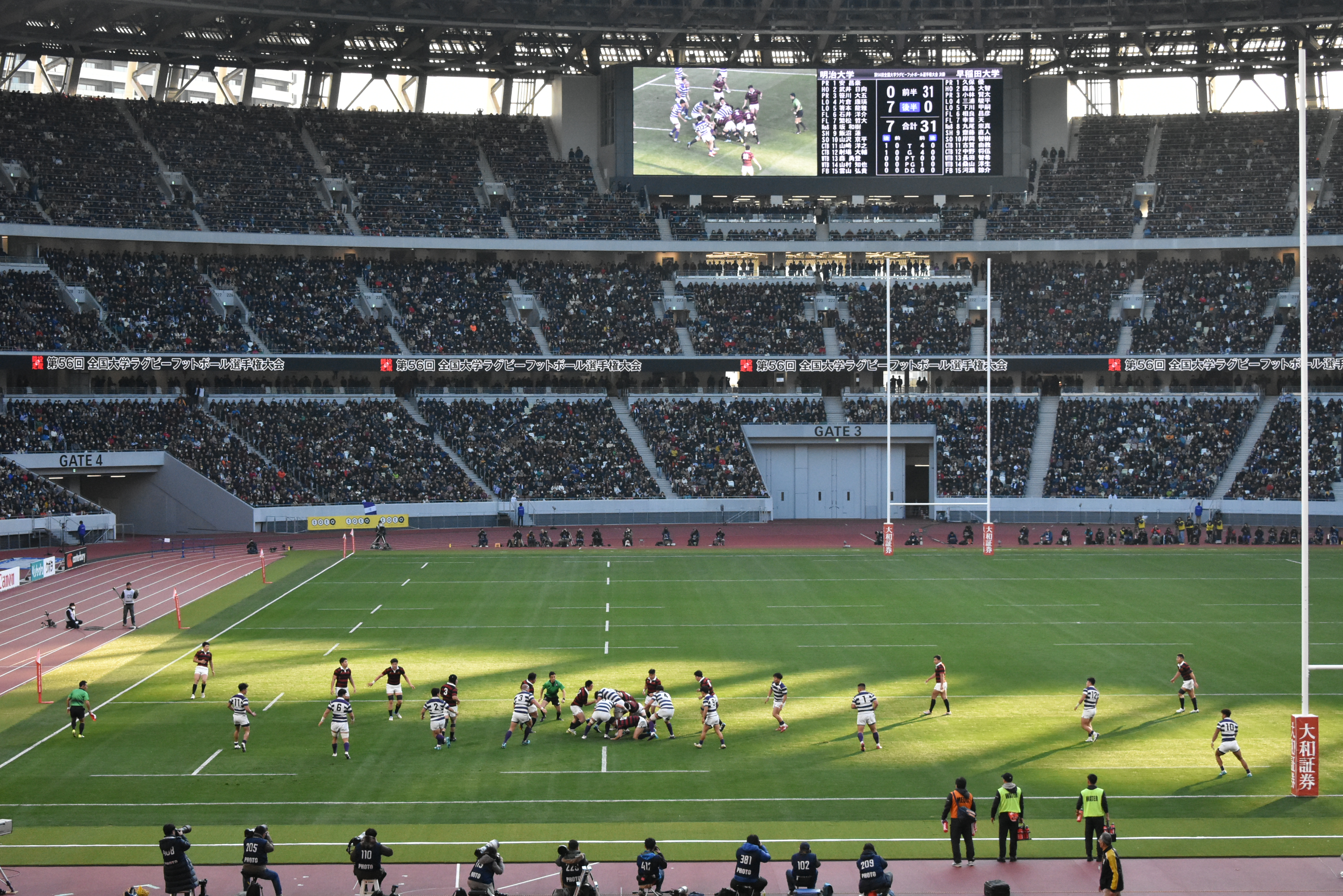
2020大学選手権決勝における明早戦（国立競技場）

- 全国大学ラグビーフットボール選手権大会：13回 （出場48回）
  - 1972年、1975年、1977年、1979年、1981年、1985年[10]、1988年[11]、1990年、1991年、1993年、1995年、1996年、2018年
  - 準優勝：11回（1973年、1974年、1976年、1978年、1980年、1982年、1994年、1997年、1998年、2017年、2019年、2021年）
- 東西学生ラグビーフットボール対抗王座決定戦：8回
  - 1931年、1935年、1938年、1939年、1940年、1949年、1951年、1954年
- 関東大学ラグビー対抗戦：30回[12]（関東大学ラグビーリーグ戦 と分裂後［1967年度以降］は17回）
  - 1931年、1934年、1935年、1938年、1939年、1940年、1947年、1949年、1951年、1954年、1961年、1962年、1975年[13] 、1977年、1979年、1985年、1986年、1988年、1990年[13] 、1991年、1992年、1993年、1994年、1996年、1997年、1998年、2012年[14]、2015年[15]、2019年、2020年
- 関東大学春季大会グループA：1回
  - 2018年
- 関東大学春季大会グループB：2回
  - 2014年、2019年
- ジャパンセブンズ選手権大会：1回
  - 1993年
- YC&AC JAPAN SEVENS：2回
  - 1976年、1982年
- 東日本大学セブンズ：4回
  - 2017年、2018年、2019年、2022年

## ラグビー日本代表

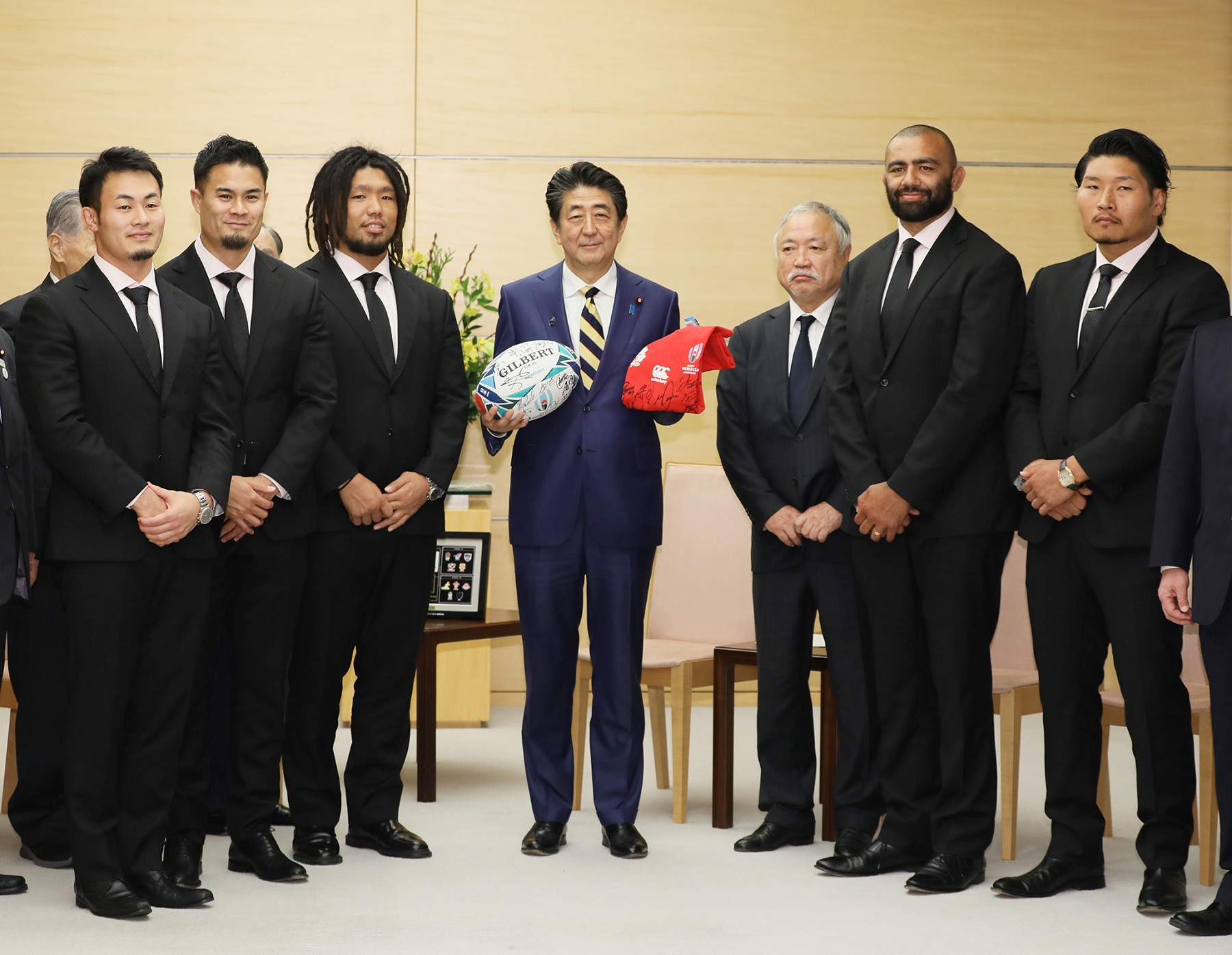
W杯2019日本大会後に首相官邸を表敬訪問した日本ラグビー協会会長の森重隆とチーム司令塔を務めた田村優

多くの関係者が日本代表の選手や監督に選出されており、これまでに90名以上の選手（※ラグビー日本代表歴代キャップ保持者一覧より）、5名の監督、HC(※ラグビー日本代表より）が誕生している。

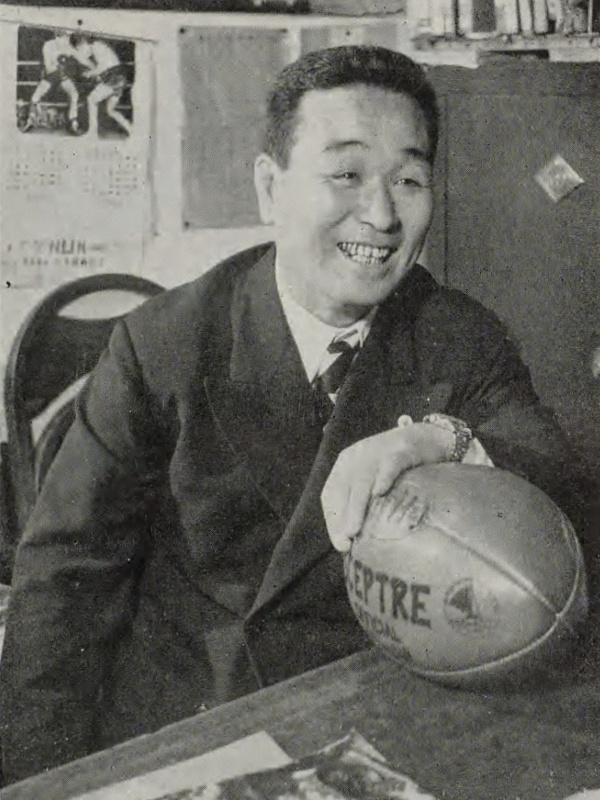
北島忠治※『学校体育 三十年第一号』掲載

## 在籍した選手

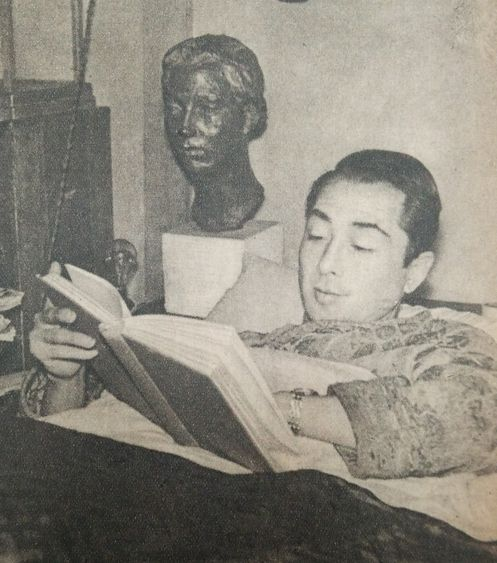
笠原恒彦（日本代表、俳優）※『アサヒグラフ』1948年3月10日号掲載

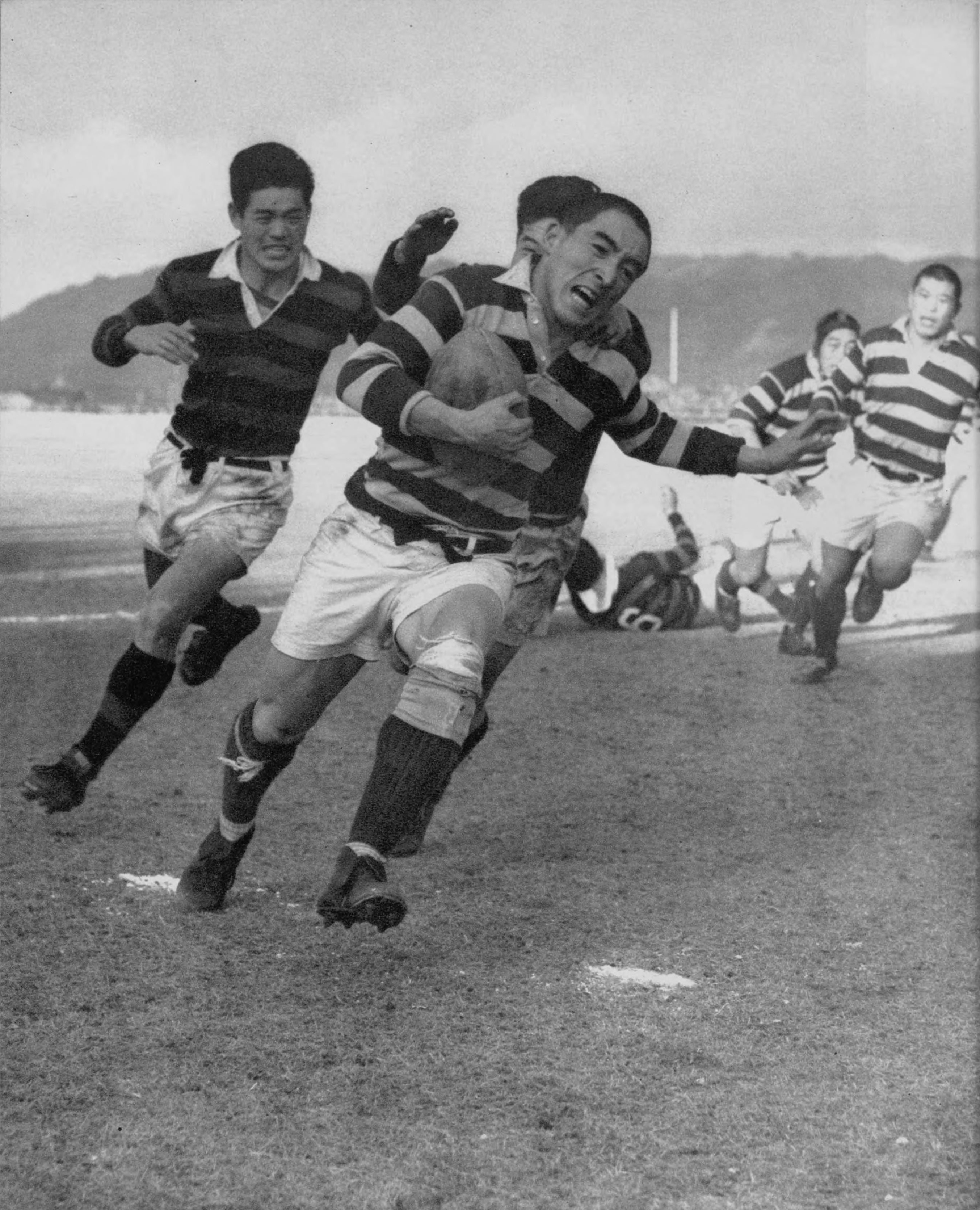
宮井国夫（日本代表）※『朝日新聞報道写真傑作集1956』掲載

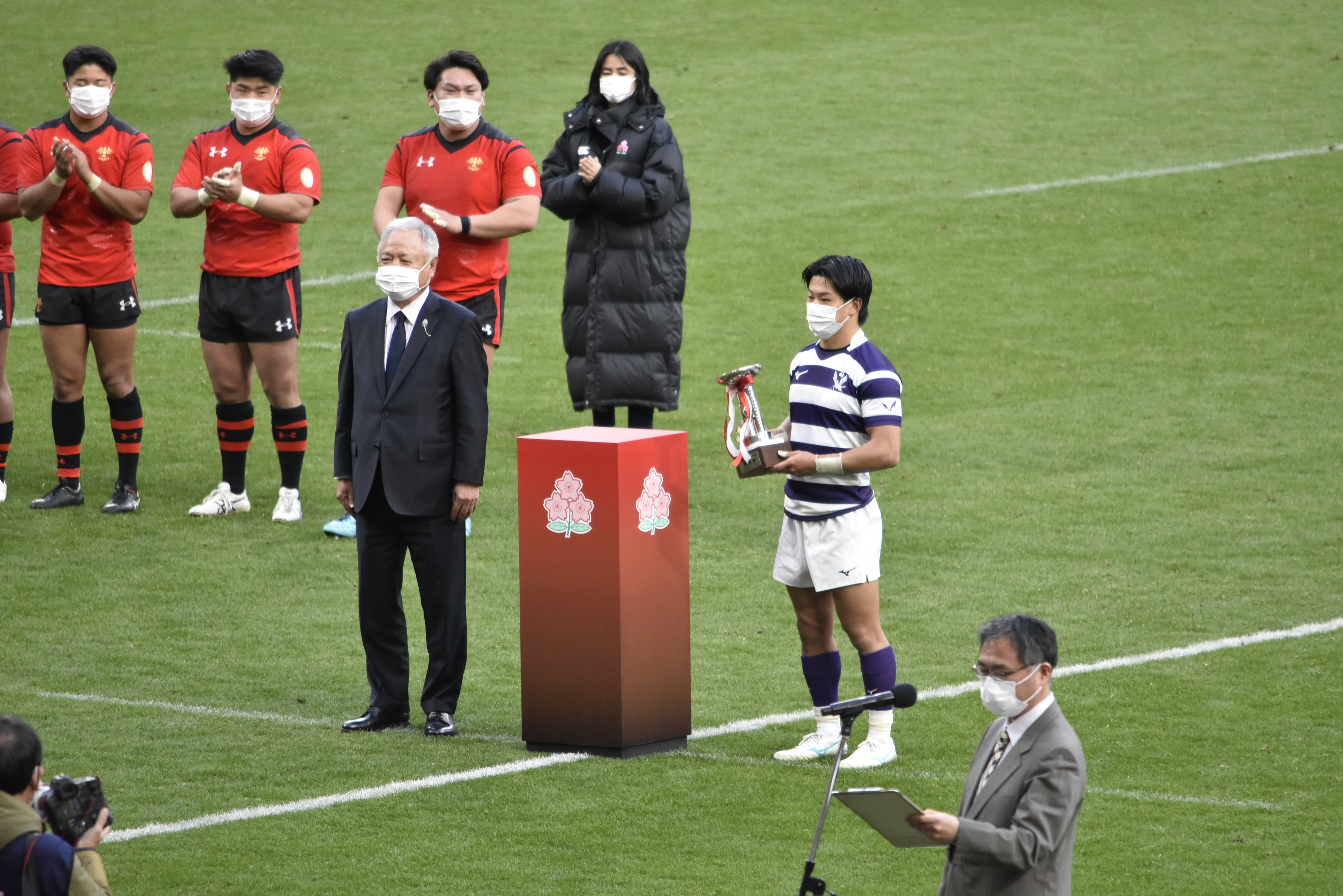
森重隆（日本ラグビー協会会長）と飯沼蓮主将（第58回全国大学ラグビーフットボール選手権大会表彰式）

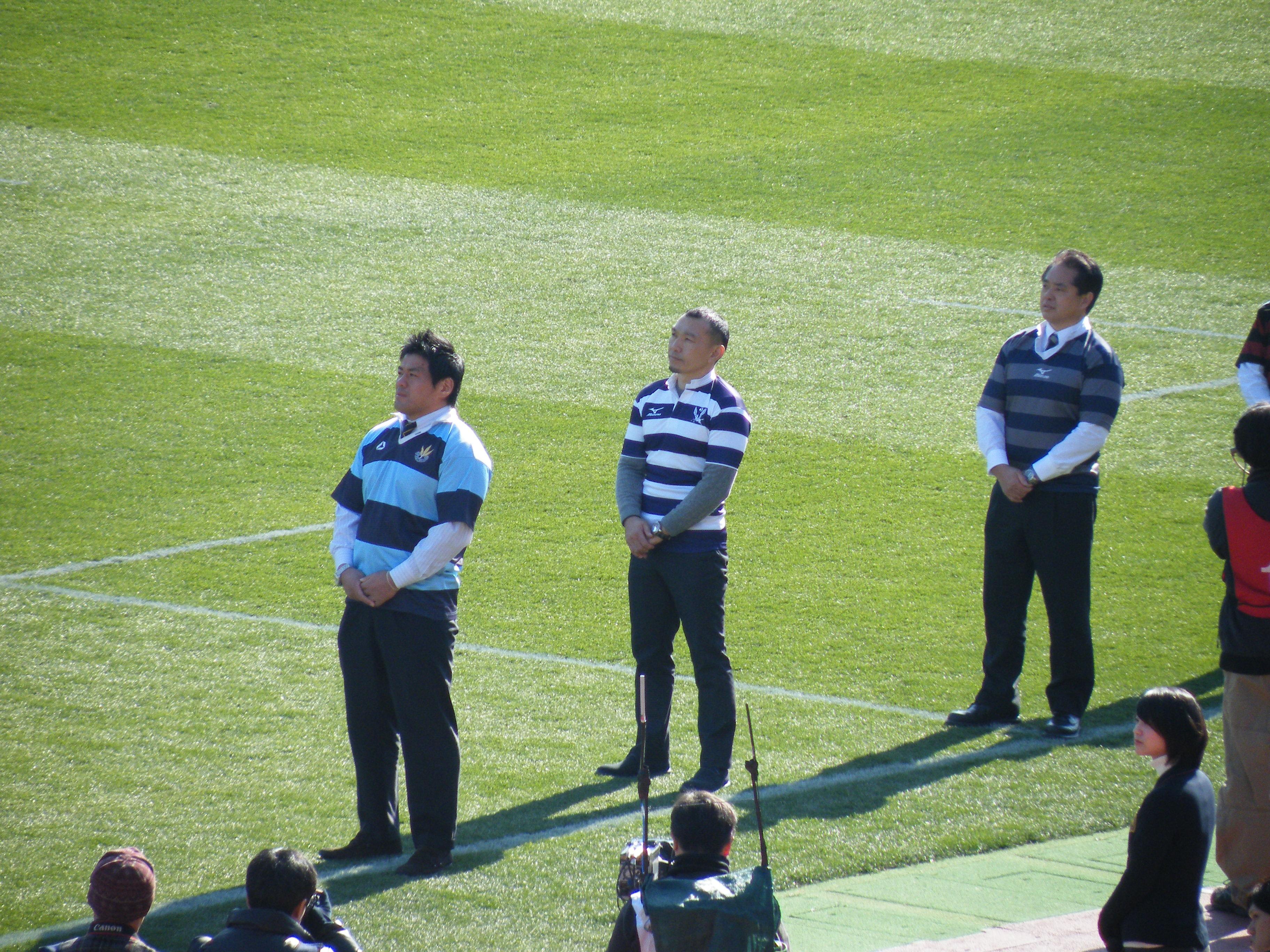
元木由記雄（日本代表）※第50回大学選手権記念セレモニー

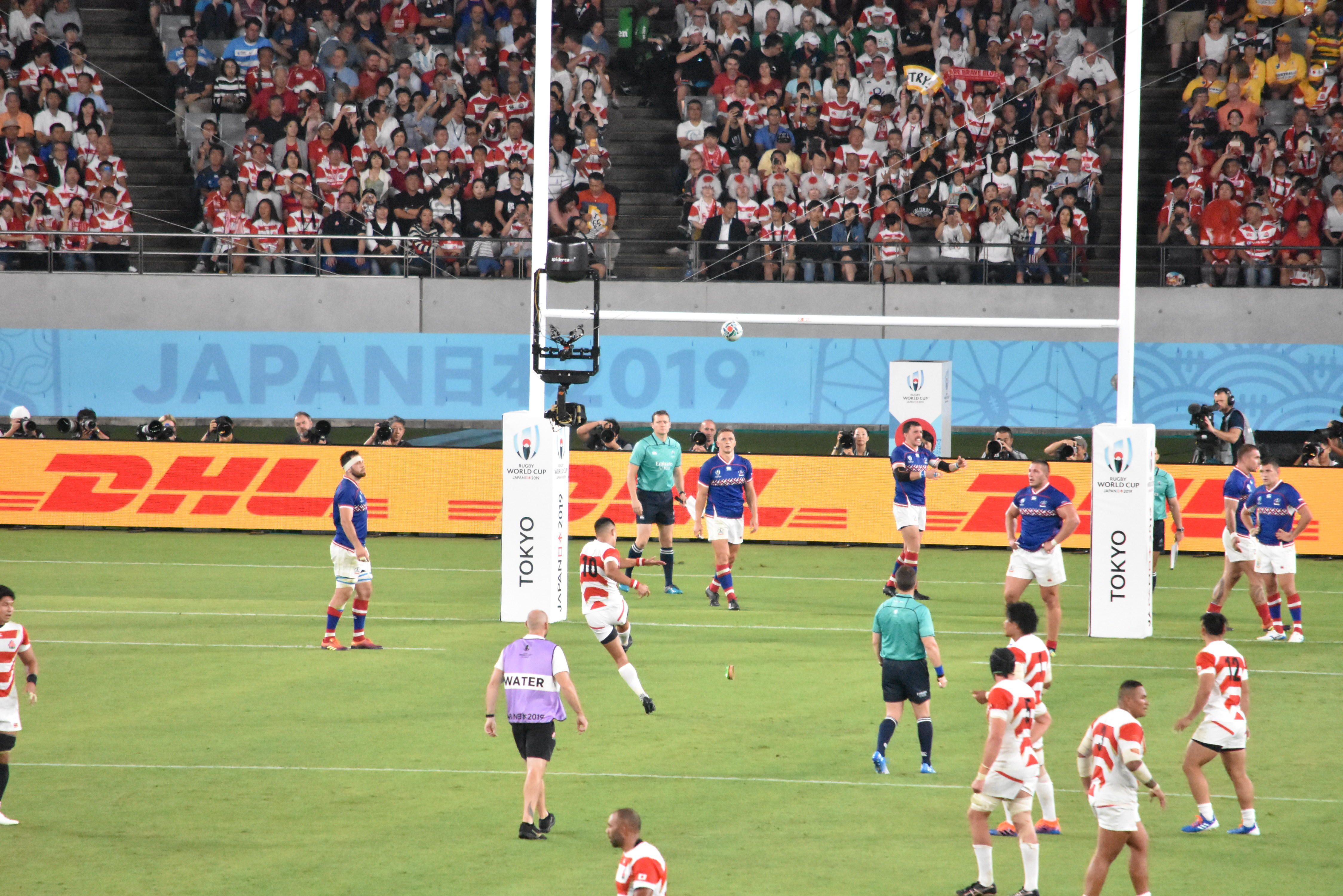
W杯2019日本大会ロシア戦でゴールを決める田村優

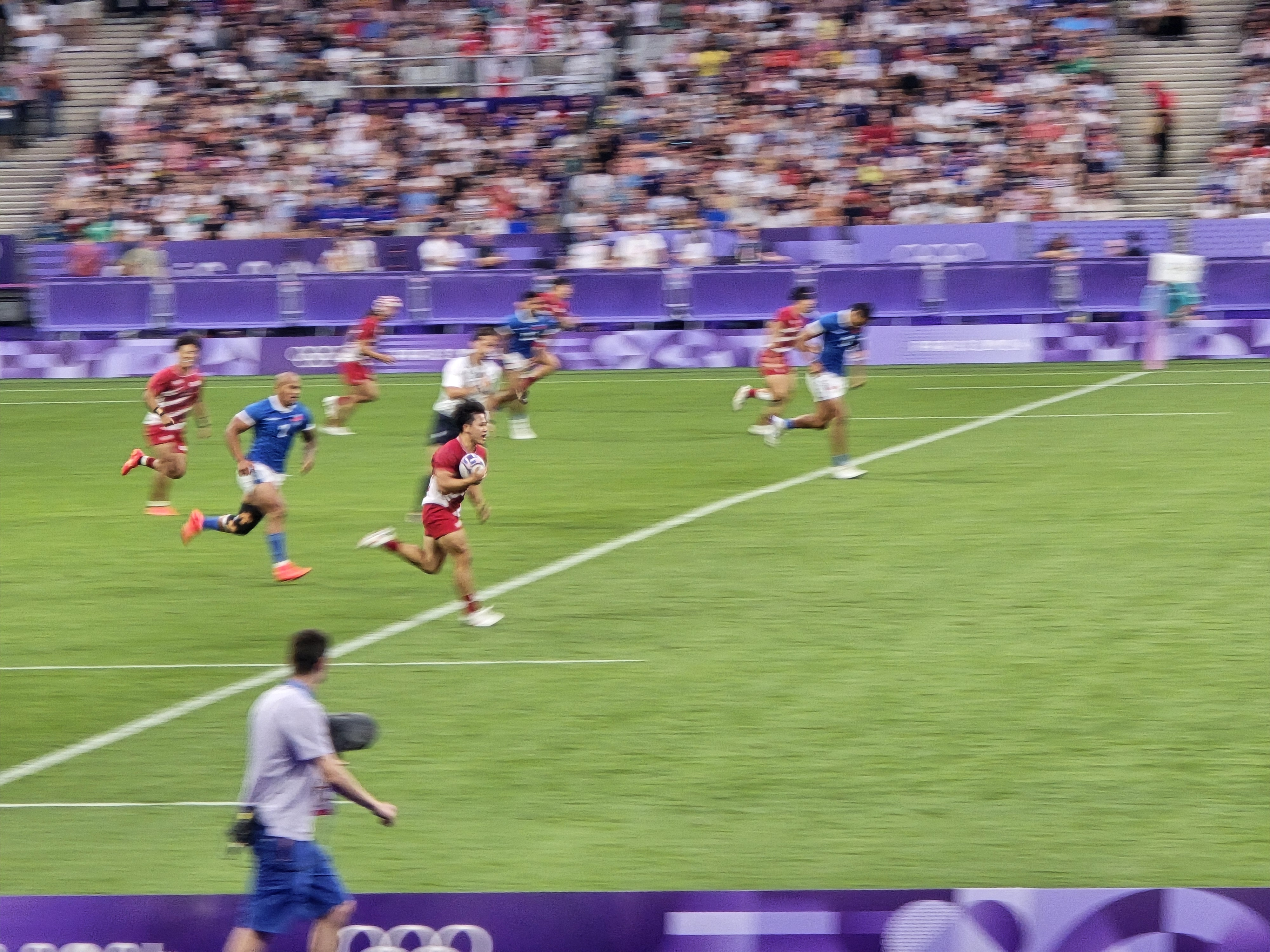
石田吉平（7人制ラグビー男子日本代表主将）※2024年パリオリンピック対サモア戦

## 国際交流
日本のラグビーチームとしては最も早期とされる1927年12月に上海遠征を行っており、またそれが縁となって、約1ヵ月後の1928年1月に来日した上海駐屯ウェールズ連隊が、初めて来日した海外のラグビーチームとされている。以来、欧米各国や香港の代表チームとの間で、日本代表チームとは別に、明大ラグビー部単独チームとして交流試合などを行ってきた国際交流の歴史をもつ。
中でも1950年代以降、オックスフォード大学ラグビー部（1869年創部）、ケンブリッジ大学ラグビー部（1872年創部）の両チームとは、両校が来日した際には日本代表チームとは別に、明大ラグビー部単独チームとして交流試合を開催するなど、特別な国際交流を行ってきた歴史をもつ。
近年では、コロナ禍前の2018年にイェール大学（1875年創部）、シドニー大学（1863年創部）などを個別に明大グランドに招聘し、ウェルカムパーティ、アフターマッチファンクションなども交えた国際交流イベントを開催するなど親睦を深めている。また、OBも交えた「オール明治」としての試合なども開催している。

### 主要な国際親善試合（記事作成済みのもののみ）
- 1928年上海駐屯イギリス軍ウェールズ連隊ラグビー部の日本遠征
- 1928年ラグビー満洲代表の日本遠征
- 1932年ラグビーカナダ代表の日本遠征
- 1934年ラグビーオーストラリア学生選抜の日本遠征
- 1936年ラグビーニュージーランド大学選抜の日本遠征
- 1952年オックスフォード大学ラグビー部の日本遠征
- 1952年ラグビー香港代表の日本遠征
- 1953年ケンブリッジ大学ラグビー部の日本遠征
- 1977年ラグビースコットランド代表の日本遠征

## 早慶2校との対戦成績

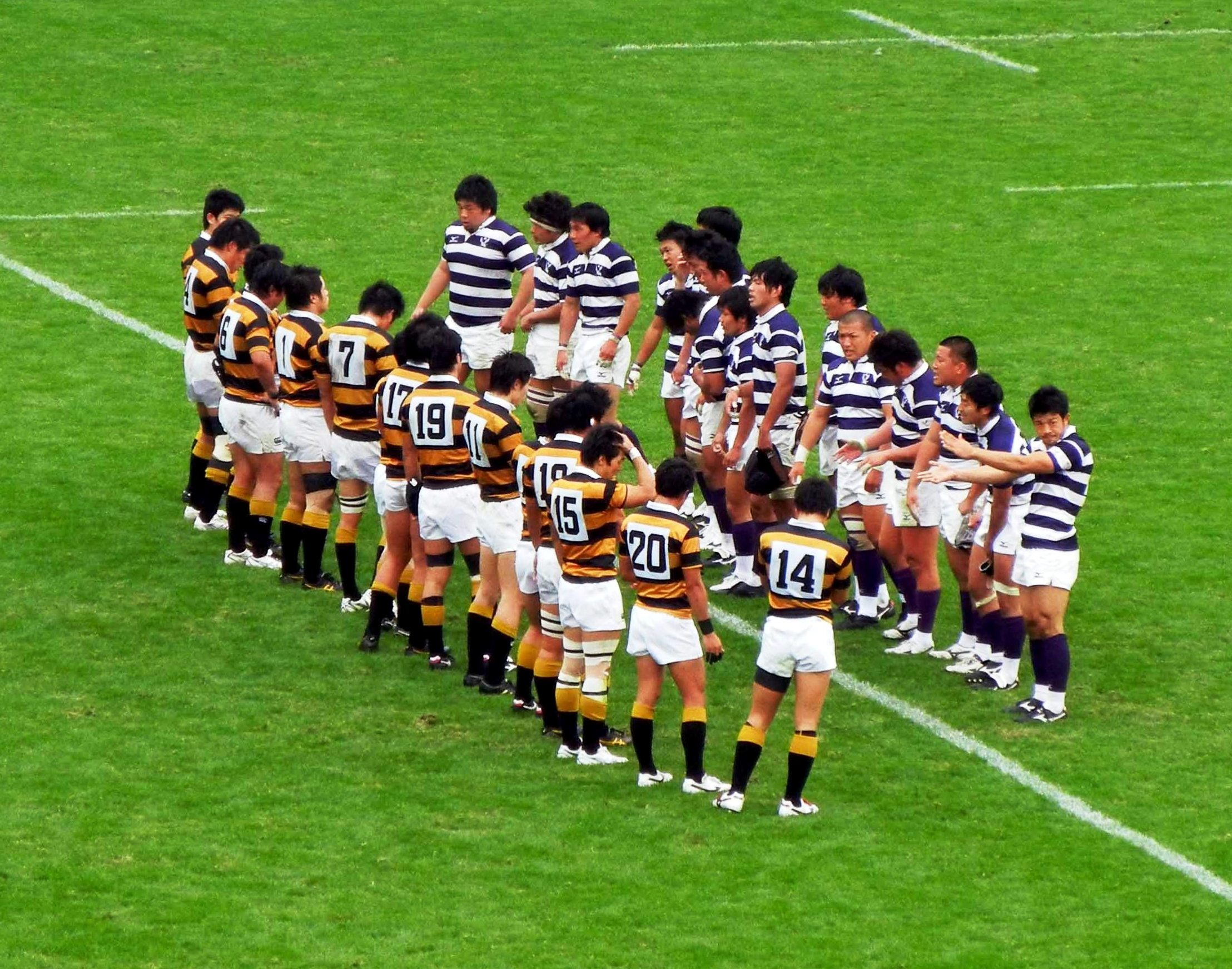
ノーサイド後に健闘を称え合う明慶両校の選手（2011年11月・慶應義塾大学戦・秩父宮ラグビー場）

### 早稲田大学戦
| 大会                              | 試合数 | 明治大学 勝利 | 引き分け | 早稲田大学 勝利 |
| --------------------------------- | ------ | ------------- | -------- | --------------- |
| 関東大学対抗戦 （定期戦・明早戦） | 100    | 42            | 2        | 56              |
| 大学選手権                        | 16     | 9             | 0        | 7               |
| 合計                              | 116    | 51            | 2        | 63              |

※招待試合・練習試合・ジュニア選手権等は含まない。2024年度現在。

### 慶應義塾大学戦
| 大会                              | 試合数 | 明治大学 勝利 | 引き分け | 慶應義塾大学 勝利 |
| --------------------------------- | ------ | ------------- | -------- | ----------------- |
| 関東大学対抗戦 （定期戦・明慶戦） | 99     | 58            | 3        | 38                |
| 大学選手権                        | 8      | 6             | 1        | 1                 |
| 合計                              | 107    | 64            | 4        | 39                |

※招待試合・練習試合・ジュニア選手権等は含まない。2024年度現在。

## 戦績
近年のチームの戦績は以下のとおり。
| 年度   | 所属 | 勝敗      | 順位 | 監督             | 主将              | 大学選手権                     |
| ------ | ---- | --------- | ---- | ---------------- | ----------------- | ------------------------------ |
| 1986年 | -    | 10勝0敗   | 1位  | 北島忠治         | 高橋善幸          | 準決勝 3-11 大東文化大学       |
| 1987年 | -    | 8勝2敗    | 3位  | 北島忠治         | 大西一平          | 1回戦 0-10 大阪体育大学        |
| 1988年 | -    | 9勝1敗    | 1位  | 北島忠治         | 安東文明          | 優勝 決勝 13-13 大東文化大学   |
| 1989年 | -    | 8勝2敗    | 4位  | 北島忠治         | 竹ノ内弘典        | 1回戦 10-21 大阪体育大学       |
| 1990年 | -    | 8勝1分    | 1位  | 北島忠治         | 吉田義人          | 優勝 決勝 16-13 早稲田大学     |
| 1991年 | -    | 9勝0敗    | 1位  | 北島忠治         | 小村淳            | 優勝 決勝 19-3 大東文化大学    |
| 1992年 | -    | 9勝0敗    | 1位  | 北島忠治         | 永友洋司          | 準決勝 18-42 法政大学          |
| 1993年 | -    | 9勝0敗    | 1位  | 北島忠治         | 元木由記雄        | 優勝 決勝 41-12 法政大学       |
| 1994年 | -    | 9勝0敗    | 1位  | 北島忠治         | 南條賢太          | 準優勝 決勝 17-22 大東文化大学 |
| 1995年 | -    | 7勝2敗    | 2位  | 北島忠治         | 信野將人          | 優勝 決勝 43-9 早稲田大学      |
| 1996年 | -    | 9勝0敗    | 1位  | 北島忠治 →寺西博 | 松本幸雄          | 優勝 決勝 32-22 早稲田大学     |
| 1997年 | A    | 7勝0敗    | 1位  | -                | 田中澄憲          | 準優勝 決勝 17-30 関東学院大学 |
| 1998年 | A    | 6勝0敗    | 1位  | 金谷福身（HC）   | 山岡俊            | 準優勝 決勝 28-47 関東学院大学 |
| 1999年 | A    | 5勝2敗    | 3位  | 金谷福身（HC）   | 斉藤祐也          | 2回戦 17-21 関東学院大学       |
| 2000年 | A    | 5勝2敗    | 2位  | 田中充洋         | 桜井崇将          | 2回戦 14-46 同志社大学         |
| 2001年 | A    | 5勝2敗    | 3位  | 田中充洋         | 松原裕司          | 2回戦 31-42 関東学院大学       |
| 2002年 | A    | 5勝2敗    | 3位  | 境政義           | 伊藤太進          | 1回戦 43-48 近畿大学           |
| 2003年 | A    | 4勝3敗    | 4位  | 境政義           | 小堀正博          | 2回戦 プール戦Bグループ 0勝3敗 |
| 2004年 | A    | 5勝2敗    | 3位  | 境政義           | 黒田崇司          | 2回戦 7-38 法政大学            |
| 2005年 | A    | 4勝3敗    | 4位  | 境政義           | 高野彬夫          | 1回戦 24-43 大阪体育大学       |
| 2006年 | A    | 5勝2敗    | 2位  | 藤田剛（HC）     | 日和佐豊          | 2回戦 14-28 大阪体育大学       |
| 2007年 | A    | 5勝1敗1分 | 2位  | 藤田剛（HC）     | 上野隆太          | 準決勝 27-34 慶應義塾大学      |
| 2008年 | A    | 3勝4敗    | 6位  | 藤田剛           | 杉本晃一          | 不出場                         |
| 2009年 | A    | 3勝4敗    | 5位  | 吉田義人         | 金澤章太 西原忠佑 | 準決勝 12-43 帝京大学          |
| 2010年 | A    | 6勝1敗    | 3位  | 吉田義人         | 杉本博昭          | 準決勝 10-74 早稲田大学        |
| 2011年 | A    | 5勝2敗    | 2位  | 吉田義人         | 溝口裕哉          | 2回戦 9-11 筑波大学            |
| 2012年 | A    | 6勝1敗    | 1位  | 吉田義人         | 竹内健人          | セカンドステージ敗退           |
| 2013年 | A    | 3勝4敗    | 5位  | 丹羽政彦         | 圓生正義          | セカンドステージ敗退           |
| 2014年 | A    | 5勝2敗    | 3位  | 丹羽政彦         | 勝木来幸          | セカンドステージ敗退           |
| 2015年 | A    | 6勝1敗    | 1位  | 丹羽政彦         | 中村駿太          | 準決勝 19-28 東海大学          |
| 2016年 | A    | 5勝2敗    | 3位  | 丹羽政彦         | 桶谷宗汰          | 3回戦 22-26 京都産業大学       |
| 2017年 | A    | 5勝2敗    | 2位  | 丹羽政彦         | 古川満            | 準優勝 決勝 20-21 帝京大学     |
| 2018年 | A    | 5勝2敗    | 3位  | 田中澄憲         | 福田健太          | 優勝 決勝 22-17 天理大学       |
| 2019年 | A    | 7勝0敗    | 1位  | 田中澄憲         | 武井日向          | 準優勝 決勝 35-45 早稲田大学   |
| 2020年 | A    | 7勝0敗    | 1位  | 田中澄憲         | 箸本龍雅          | 準決勝 15-41 天理大学          |
| 2021年 | A    | 5勝2敗    | 3位  | 神鳥裕之         | 飯沼蓮            | 準優勝 決勝 14-27 帝京大学     |
| 2022年 | A    | 6勝1敗    | 2位  | 神鳥裕之         | 石田吉平          | 準々決勝 21-27 早稲田大学      |
| 2023年 | A    | 6勝1敗    | 2位  | 神鳥裕之         | 廣瀬雄也          | 準優勝 決勝 15-34 帝京大学     |
| 2024年 | A    | 5勝2敗    | 3位  | 神鳥裕之         | 木戸大士郎        | 準決勝 26-34 帝京大学          |

## 1975年度の日本一
1975年度の第13回日本ラグビーフットボール選手権大会（1976年1月15日）で、三菱自動車京都を37－12で破り初優勝を果たした。下記は当校日本一の試合時におけるフィフティーンである。